# Michael und Martin Öttl

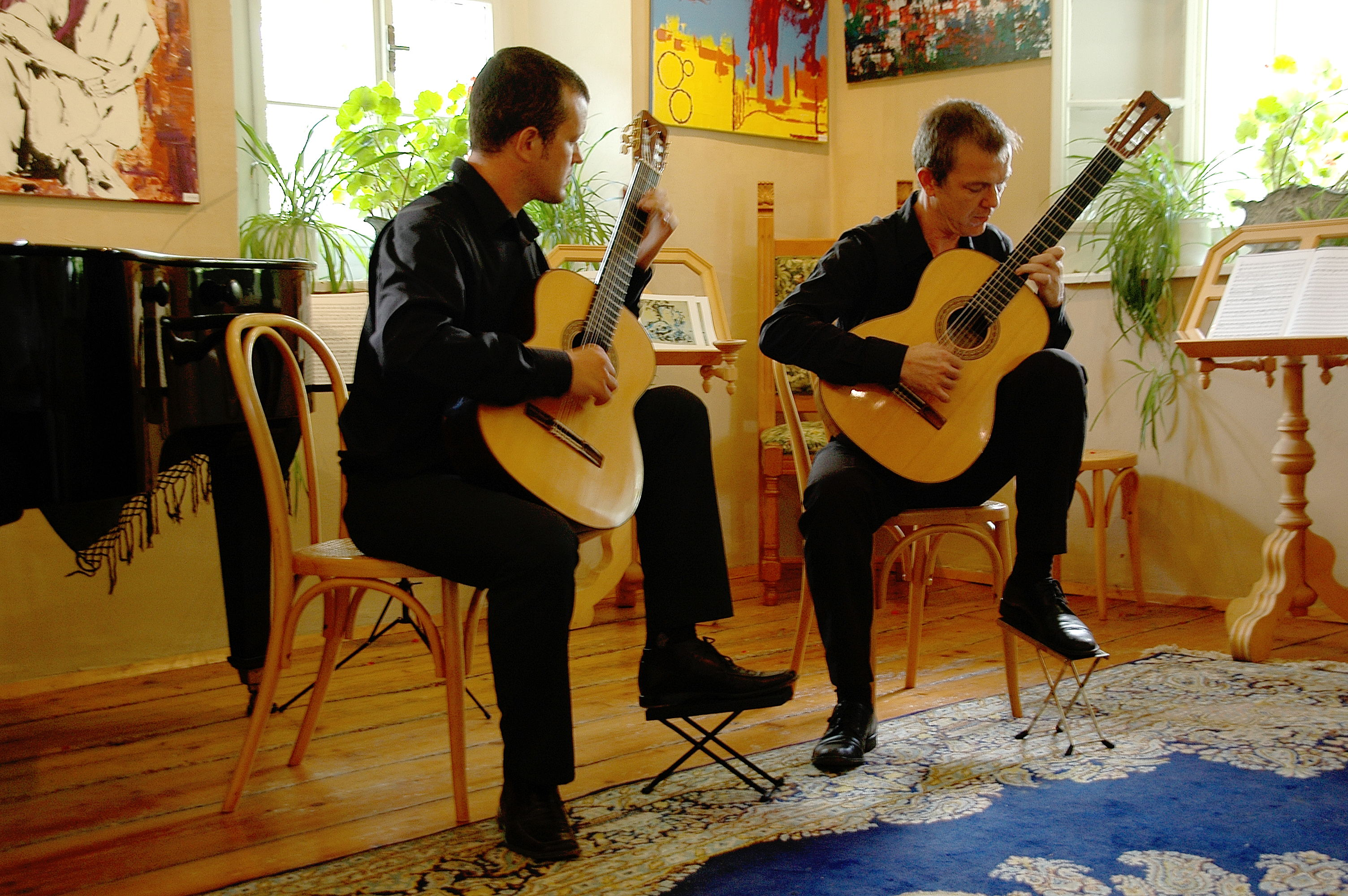
Martin und Michael Öttl bei einem Konzert in Schloss Albeck in Kärnten am 23. Juli 2006

Michael und Martin Öttl (* 1969 bzw. 1968 in Landeck, Tirol) sind ein österreichisches Gitarrenduo.

## Leben
Das als Gitarrenduo auftretende Brüderpaar entstammt einer Musikerfamilie. Die Mutter, eine gebürtige Schottin, unterrichtete Englisch am Gymnasium in Landeck und spielte Klavier. Der Vater, Bruno Öttl, unterrichtete an der Pädagogischen Akademie und leitete mehrere Chöre.
Michael Öttl begann im Alter von elf Jahren mit dem Gitarrespiel in Landeck, es folgten Ausbildungen in Innsbruck und bei Konrad Ragossnig in Wien. Martin Öttl begann mit dem Instrument mit 16 Jahren und studierte in Innsbruck, wo er seine Abschlüsse mit Auszeichnung machte.

## Künstlerisches Schaffen

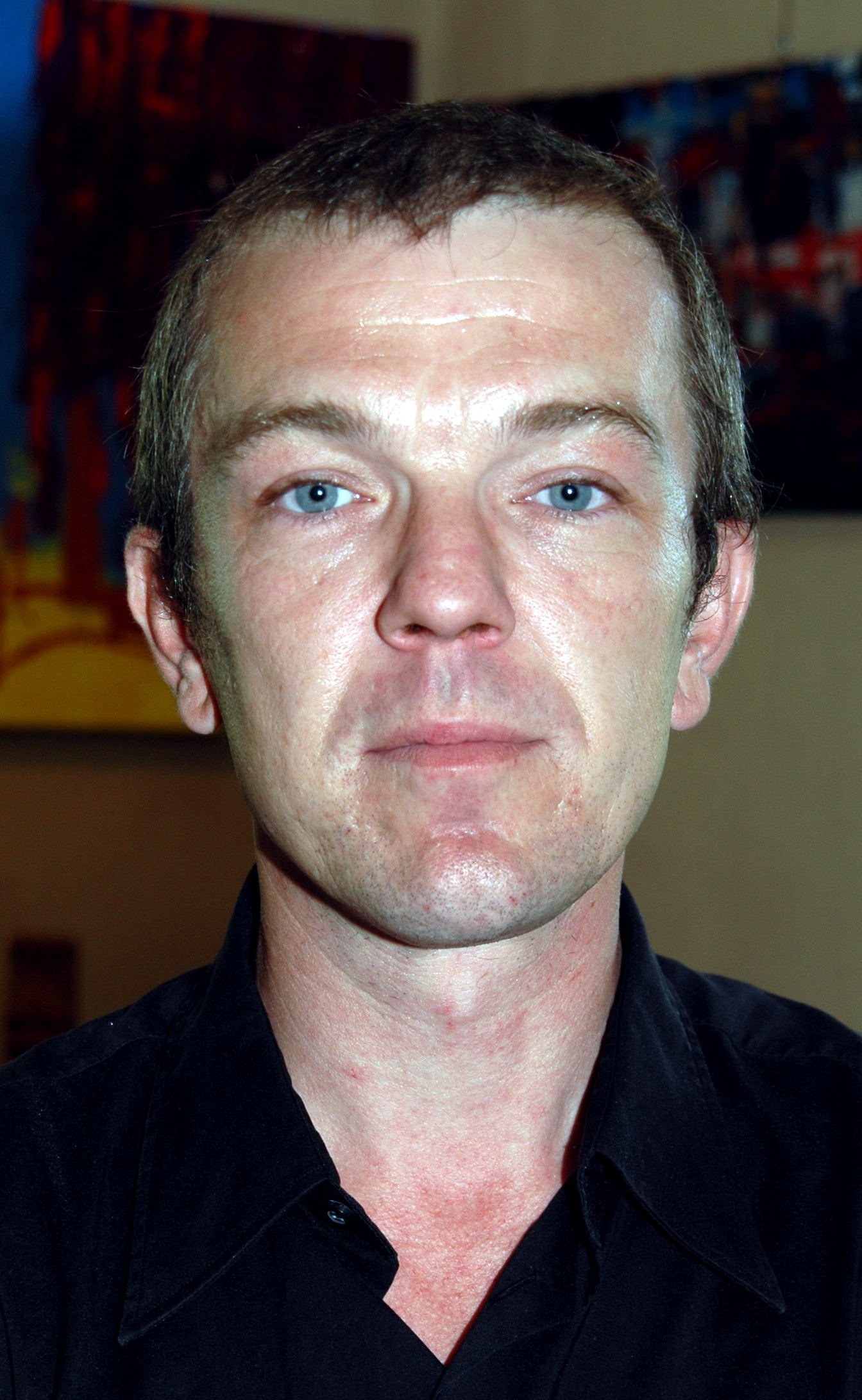
Michael Öttl, Gitarrist

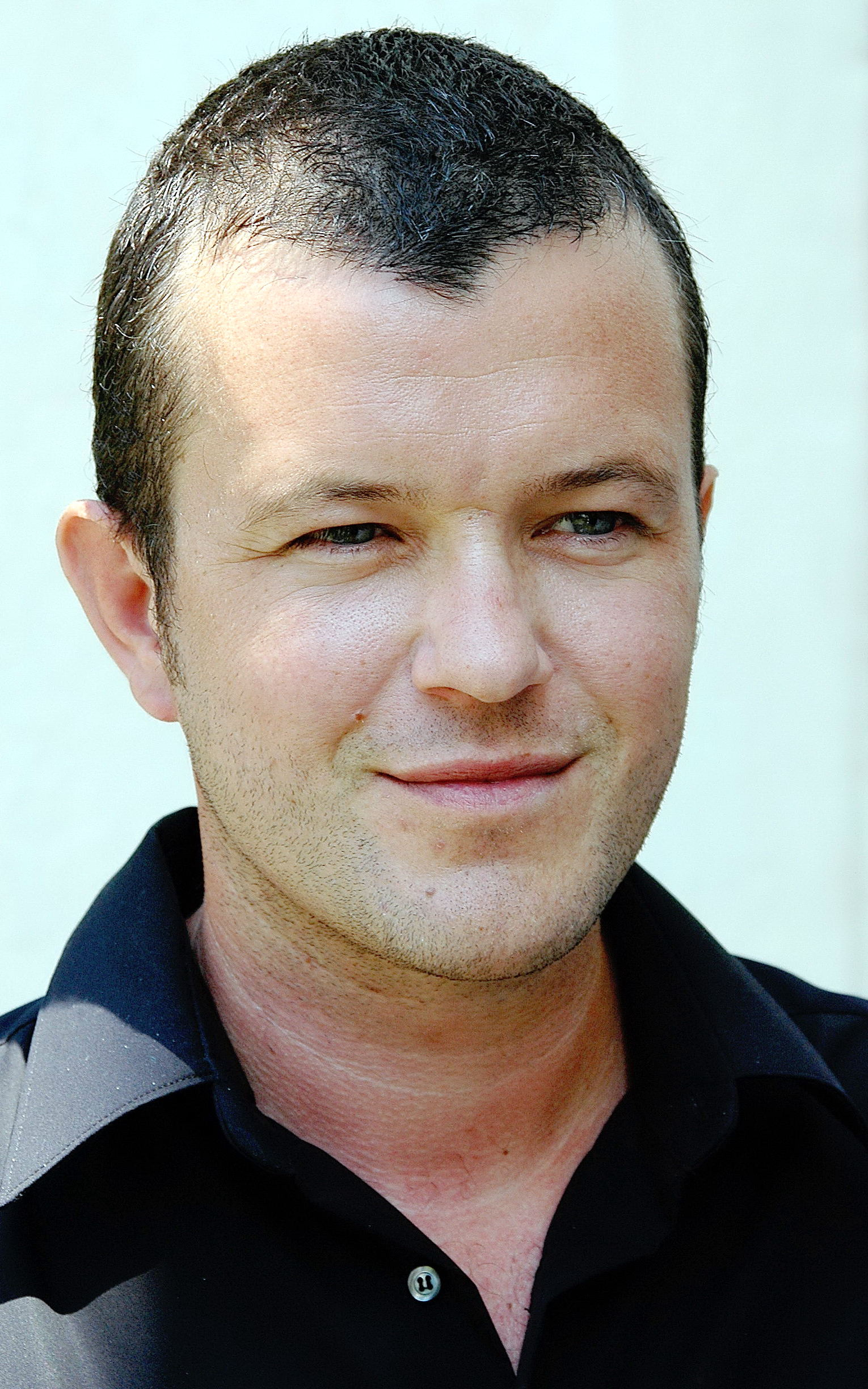
Martin Öttl, Gitarrist

Beide sind Preisträger bei österreichischen und internationalen Wettbewerben für klassische Gitarre und verfügen über Konzerterfahrung als Solisten und im Ensemble. 1998 belegten sie beim Internationalen Duowettbewerb in Bubenreuth den dritten Platz, außerdem erhielten sie den Förderpreis der Pembaurstiftung als Anerkennung für ihre künstlerische Tätigkeit. Im Jahr 1995 produzierten sie ihre erste CD. Ab 1995 folgten Auftritte im In- und Ausland, unter anderem beim Festival Klangspuren in Schwaz und bei der Jeunesse Österreich. Im November 2003 belegten sie beim Internationalen Wettbewerb für Gitarrenduo in Montélimar den zweiten Platz. Im November 2003 spielten sie ein Konzert im ORF in Innsbruck mit vier ihnen gewidmeten Uraufführungen der Komponisten Christof Dienz, Erich Urbanner, Gunter Schneider und Michael Buchrainer. Im Dezember 2003 wurden Konzerte in Japan im Duo und mit der japanischen Sängerin Yumi Aikawa gegeben. 2004 folgten Konzerte in ganz Österreich und Südtirol sowie Aufnahmen für den italienischen Rundfunk (RAI). Der letzte im Internet belegte Auftritt als Duo datiert vom Juni 2017.